# Ossiplumboroméite
L'ossiplumboroméite (simbolo IMA: Opr) è un minerale raro della classe minerale degli ossidi e idrossidi con composizione Pb2Sb2O6O, cioè è un antimoniato di piombo la cui posizione {\displaystyle {\ce {Y}}} è occupata principalmente da ioni ossigeno. Appartiene al supergruppo del pirocloro e al gruppo della roméite.

## Etimologia e storia
Nel 1865, il mineralogista svedese Lars Johan Igelström (1822–1897) scoprì un minerale nelle miniere di ferro/manganese di Harstigen vicino a Pajsberg, in Svezia, a cui diede il nome per la sua resistenza alle influenze chimiche dalla parola greca μόνĭμος ('monimos', resistente) chiamata monimolite. Secondo Brian Mason e Charles J. Vitaliano, questa monimolite era un antimoniato di piombo con una sostituzione minore del piombo con altri elementi. Il suo diagramma delle polveri è praticamente identico a quello della bindheimite, con le singole linee meglio definite grazie alla perfetta cristallinità. Il campione tipo per la monimolite è conservato nella collezione del Museo svedese di storia naturale. Gustaf Flink e Adolf Erik Nordenskiöld hanno studiato ulteriori livelli di monimolite dalla località tipo e da altre località (Långban, Svezia).
Nel 2010, l'Associazione Mineralogica Internazionale ha presentato una nuova nomenclatura per i minerali del supergruppo del pirocloro. Stabiliva che il membro dominante Pb-Sb-O di questo supergruppo doveva essere indicato come ossiplumboroméite. Inoltre, è stato affermato che la specie "problematica" monimolite è quasi certamente identica all'ossiplumboroméite, ma questo doveva ancora essere verificato. Daniel Atencio e colleghi, hanno inoltre spiegato che una semplice equazione della monimolite (così come della bindheimite) con l'ossiplumboroméite non è possibile, perché a quel tempo non era possibile decidere se il livello del tipo di monimolite fosse effettivamente ossiplumboroméite.
Poco dopo, le proprietà fisiche, chimiche e strutturali di tre campioni di monimolite provenienti dalla collezione di Igelström e ora nella collezione del Museo di Storia Naturale di Stoccolma sono state determinate mediante una combinazione di analisi con microsonda elettronica, diffrazione di cristalli singoli e polveri, spettroscopia in trasformata di Fourier e spettroscopia Mössbauer. Uno di questi stadi, che meglio corrispondeva alla monimolite descritta da Igelström, risultò essere identico all'ossiplumboroméite nel senso della nuova nomenclatura del supergruppo del pirocloro. Il nuovo minerale è stato presentato all'Associazione Mineralogica Internazionale (IMA), che lo ha riconosciuto nel 2013 con la designazione provvisoria IMA 2013-042. La prima descrizione scientifica di questo minerale è stata fatta nel 2013 da un team di ricerca italo-svedese con Ulf Hålenius e Ferdinando Bosi sulla rivista scientifica inglese Mineralogical Magazine. Gli autori hanno chiamato il minerale ossiplumboroméite in conformità con la nomenclatura del supergruppo del pirocloro a causa della sua composizione chimica con una posizione {\displaystyle {\ce {A}}} dominata dal piombo, una posizione {\displaystyle {\ce {B}}} dominata da antimonio e una posizione {\displaystyle {\ce {Y}}} dominata da ossigeno. Di conseguenza, il nome monimolite è screditato dall'IMA.
Il campione tipo per l'ossiplumboroméite è conservato con il numero di catalogo g22779 nella collezione del Museo svedese di storia naturale, a Stoccolma in Svezia.
La roméite era un minerale nominato in questo modo nel 1841 da Augustin Alexis Damour in onore di Jean-Baptiste Romé de L'Isle, mineralogista francese e uno dei fondatori della cristallografia, che è stato screditato nella ridefinizione della nomenclatura del supergruppo del pirocloro nel 2010, perché la sua composizione nasconde i nuovi minerali fluornatroroméite, fluorcalcioroméite e ossicalcioroméite. È anche l'omonimo del gruppo della roméite all'interno del supergruppo del pirocloro.

## Classificazione
L'attuale classificazione dell'Associazione Mineralogica Internazionale (IMA) include l'ossiplumboroméite nel supergruppo del pirocloro con la formula generale:
{\displaystyle \mathrm {A_{2.m}B_{2}X_{6-w}Y_{1-n}} }
in cui {\displaystyle {\ce {A, B, X}}} e {\displaystyle {\ce {Y}}} sono le diverse posizioni nella struttura dei minerali del supergruppo del pirocloro con:
- A = sodio, calcio, stronzio, Pb2+, Sn2+, Sb3+, ittrio, uranio, □ o acqua
- B = Ta5+, Nb5+, Ti4+, Sb5+, W6+, Al3+ o Mg2+
- X = ossigeno, OH o fluoro
- Y = OH–, fluoro, ossigeno, □, acqua o cationi monovalenti molto grandi (>> 1,0 Å) come potassio, cesio o rubidio.

Poiché l'ossiplumboroméite è stata riconosciuta come specie minerale indipendente solo nel 2013, non è elencata nella 9ª edizione della sistematica dei minerali di Strunz, che è stata aggiornata l'ultima volta nel 2024. né nella sistematica dei minerali secondo Dana, che viene utilizzata principalmente nei paesi di lingua inglese.
Nella Sistematica dei lapis (Lapis-Systematik) secondo Stefan Weiß, che è stata rivista l'ultima volta nel 2018 ed è formalmente basata sulla vecchia di Strunz per rispetto dei collezionisti e delle istituzioni private, al minerale è stato assegnato il sistema e il minerale numero IV/C.16-074. Ciò corrisponde alla classe degli "ossidi e idrossidi" e quindi alla sottoclasse degli "Ossidi con il rapporto sostanza metallo:ossigeno = 2:3 (M2O3 e composti correlati)", dove l'ossiplumboroméite insieme a fluorcalcioroméite, fluornatroroméite, all'idrossicalcioroméite e ossicalcioroméite nonché ai minerali (che nel frattempo sono stati screditati (D) o classificati come discutibili (Q)) argentoroméite (D), bismutoroméite (Q), bismutostibiconite (Q), cuproroméite (D), monimolite (D), partzite (D), stetefeldtite (D), stibiconite (Q) e stibioroméite (Q), che formano un gruppo senza nome con il numero di sistema IV/C.16.
La Classificazione Nickel-Strunz, che è continuata dal database dei minerali "mindat.org", classifica l'ossiplumboroméite nella classe "4.D Metallo:Ossigeno = 1:2 e simili" e lì nella sottoclasse "4.DH Con cationi di grande dimensione (± cationi di media dimensione); strati di ottaedri che condividono uno spigolo". Un'ulteriore classificazione in un gruppo di minerali non è ancora stata effettuata.

## Chimica
Otto analisi con microsonda su grani di ossiplumboroméite della località tipo hanno prodotto valori medi in percentuali di peso del 48,69% di ossido di antimonio(III) (Sb2O3); 0,00% di silice (SiO2); 0,01% di ossido di alluminio (Al2O3); 3,85% di ossido ferrico (Fe2O3); 8,46% di ossido di calcio (CaO); 1,06% di monossido di manganese (MnO); 0,23% ossido di stronzio (SrO); 0,01% ossido di bario (BaO); 35,82% monossido di piombo (PbO); 0,24% di ossido di sodio (Na2O); 0,07% di anidride solforica (SO3) e 0,05% di acqua.
Oltre all'ossiplumboroméite e alle fasi in questione bindheimite, Pb2Sb2O6O e taznite, Pb2Sb2O6O, l'unico minerale con la combinazione di elementi Pb – Sb – O è la rosiaite, PbSb5+2O6.
All'interno del supergruppo del pirocloro, teoricamente ci sono una varietà di possibilità di sostituzione a causa delle quattro diverse posizioni da riempire. L'ossiplumboroméite è l'analogo piombo-dominante dell'ossicalcioroméite dominata dal calcio e della cuproroméite dominata dal rame (ma ancora in fase di discussione) Cu2Sb2(O,OH)7.
La bindheimite non è identica alla monimolite, ma a causa del contenuto molto più elevato di acqua piuttosto identica all'idrossiplumboroméite, che non è stata ancora descritta come un minerale. Di conseguenza, l'ipotesi generale di un'identità della bindheimite con l'ossiplumboroméite non è giustificata.

## Abito cristallino
L'ossiplumboroméite cristallizza nel sistema cubico nel gruppo spaziale Fd3m (gruppo nº 227) con il parametro del reticolo a = 10,3783 Å e otto unità di formula per cella unitaria.
L'ossiplumboroméite è isostrutturale a tutte gli altri rappresentanti cristallizzanti del supergruppo del pirocloro del gruppo spaziale Fd3m.

## Modificazioni e varietà
Gustaf Flink descrisse la monimolite sotto forma di due tipi diversi.
- Il tipo I forma piccoli cristalli di dimensioni solo millimetriche con l'ottaedro come forma dominante, sui quali gli angoli sono modificati dall'icositetraedro {311} come punto negli angoli. I cristalli sono idiomorfi e dai bordi affilati e mostrano una forte lucentezza, soprattutto sulle superfici ottaedriche. Le superfici dei {311} sono solitamente meno lucide e sono provviste di numerosi avvallamenti irregolari sulla superficie.
- La forma dei cristalli di tipo II è l'esaedro {100}, a cui possono {111} ottaedri e possono {110} essere aggiunti dodecaedri rombici. L'ottaedro è talvolta in equilibrio con il cubo, mentre il dodecaedro rombico di solito appare solo molto subordinato. Le superfici del cubo sono spesso molto curve. Alcuni dei cristalli sono allungati lungo uno dei tre assi cristallografici e, nella zona determinata da ciò, le superfici di {100} e {110} sono ugualmente sviluppate, in modo che appaiano prismi apparentemente ottagonali.

## Proprietà fisiche e chimiche
I cristalli di ossiplumboroméite vanno dal giallo al giallo brunastro, mentre la monimolite è di colore giallastro, verde-brunastro o marrone scuro o quasi nero e le superfici dei cristalli hanno spesso colori opacizzati e variegati. Il colore della linea è indicato come giallo paglierino o giallo limone o marrone cannella. Le superfici della monimolite, da traslucida a quasi opaca, mostrano una lucentezza da grassa a metallica, mentre i cristalli di monimolite di tipo II sono traslucidi solo nelle schegge più sottili di colore marrone. La forte lucentezza si accorda molto bene con il valore molto alto per la rifrazione (n = 2,061). L'ossiplumboroméite è otticamente isotropo. La monimolite di tipo I è giallo-brunastra alla luce riflessa, a volte con una sfumatura di verde. In sezione sottile, il minerale è giallo-verde, traslucido e parallelo (111) completamente isotropo otticamente. I cristalli di monimolite di tipo II sono solo leggermente trasparenti anche in sezioni sottili, dove rivelano una zona esterna, un po' più traslucida, e un nucleo traslucido interno, più debole.
La monimolite ha una scissione indistinta secondo l'ottaedro {111}. A causa della sua fragilità, tuttavia, si frattura in modo simile all'ambligonite, con le superfici di frattura irregolari. Per la monimolite, viene data una frattura di tipo "scheggiato". Con una durezza Mohs di ≈ 5 o da 5 a 6, il minerale è uno dei minerali medio-duri e, come il minerale di riferimento apatite (durezza 5), può essere graffiato con un coltellino tascabile o, come l'ortoclasio (durezza 6), solo con una lima d'acciaio. La densità calcolata per l'ossiplumboroméite è di 6,732 g/cm³.
La monimolite si scioglie davanti al cannello a soffiatura per formare una scoria nera a bolle, fornisce un raccordo di piombo e antimonio davanti al cannello su carbone e una grana leggermente metallica lucida ed elastica costituita da piombo e antimonio. Anche il saggio alla perla di borace e il saggio alla perla al sal di fosforo sciolgono il minerale in quantità abbastanza considerevoli fino a formare un vetro giallo che non si altera alla fiamma riducente. A eccezione della varietà "Tipo II", che si dissolve facilmente nel carbonato alcalino fondente, tutte le monimoliti studiate non sono solubili negli acidi più forti o negli alcali caustici. Dopo la riduzione del flusso di idrogeno, il minerale è solubile in acido.

## Origine e giacitura
La località tipo per ossiplumboroméite è uno skarn di tephroite nella miniera di ferro-manganese "Harstigen" vicino a Pajsberg nel comune di Filipstad, nella contea di Värmland o nella provincia storica di Värmland nella Svezia centrale.
L'ossiplumboroméite si trova nella sua località tipo in fessure spesse fino a 2 cm in uno skarn di tephroite. I minerali di accompagnamento dell'ossiplumboroméite includono calcite e leucophoenicite. La monimolite di tipo I di Harstigen è stata trovata su crepe e fessure o, in spazi più ampi, anche in cristalli. Altri minerali di accompagnamento sono tephroite e hedyphane. La monimolite di tipo II di Harstigen si presenta solo in fessure abbastanza larghe, successivamente riempite di calcite, ed è accompagnata da tephroite grossolana e richterite aghiforme giallo-marrone, che si trova in masse dense tra i cristalli di monimolite. In prossimità del minerale, il granato, di colore giallo, si presenta anche in piccoli grani irregolari, così come l'hedyphane grossolano e scaglie di grafite o molibdenite. La monimolite di Långban si presenta, accompagnata da rodonite e tephroite.
A partire dal 2018, l'ossiplumboroméite è stata descritta come una rara formazione minerale solo da circa 30 altri siti in tutto il mondo.
Oltre al tipo di località, sono note le seguenti località:
- l'"Emmastollen" vicino a Ratteingraben vicino a Hüttenberg e l'ex distretto di Holzapfel (Reidenwirt) vicino a Zeltschach, entrambi nella regione di Friesach-Hüttenberg (in Carinzia, Austria)
- l'"Andraditbruch", Kottaun vicino a Geras nel Waldviertel (in Bassa Austria)
- il "Lungauer Kalkspitze" nella Weißpriachtal nei Tauri di Schladming e di Murau, nel Lungau, e il "Kranzlhöhe" nella Forstautal nei Radstädter Tauern, entrambi nel Salisburghese in Austria
- il giacimento di siderite del "Brandberg" vicino a Leoben, e la "Kalkspitze della Stiria" vicino ai laghi di Giglach nella valle del Giglach vicino a Schladming, Schladminger Tauern, entrambi in Stiria, Austria
- la "Miniera Machacamarca" bei Machacamarca, Kanton Machacamarca, municipalità di Tacobamba (nella Provincia di Cornelio Saavedra, dipartimento di Potosí, Bolivia)
- la miniera "Řimbaba" nell'area del giacimento di Bohutín, distretto minerario di Březové Hory, Příbram (nella regione della Boemia centrale, Repubblica Ceca)
- la pegmatite di Viitaniemi vicino a Orivesi, parrocchia di Eräjärvi, regione di Pirkanmaa, in Finlandia
- la miniera di ferro di Monthaut, Montauch sul Col de Couise, comune di Palairac, dipartimento dell'Aude; la miniera di Pb-Zn-Ag "La Maladrerie", comune di Villefranche-de-Rouergue, dipartimento dell'Aveyron; e "La Gasquie" (vena di quarzo "Filon Saint Louis") nel comune di Cuzac, dipartimento del Lot, tutti in Occitania, Francia
- Neyrac, ex miniera di piombo nel comune di Piégut, Alte Alpi (nella Provenza-Alpi-Costa Azzurra, Francia)
- la cava "Winterberg" sull'Iberg vicino a Bad Grund e la "Revier Kahlenberg" nell'area dello "Zellerfelder Gangzug", entrambe non lontane da Clausthal-Zellerfeld nelle montagne dell'Harz (in Bassa Sassonia, Germania)
- l'ex miniera di Pb-Zn "Silbersand", Sankt Johann bei Mayen (nell'Eifel in Renania-Palatinato, Germania)
- la miniera Cu-Ag-Sb della "Miniera di Monte Avanza" nel comune di Forni Avoltri (in Friuli-Venezia Giulia) e la "Fosso Mandromicci" e il "Podere Montevecchio" nel comune di Gerfalco nel comune di Montieri (provincia di Grosseto), entrambi in Italia
- Santa Matilde Corta, parte del Grupo Minero Berja, nel comune di Las Herrerías nella Sierra Almagrera, Cuevas de Almanzora, ad Almería (in Andalusia); "Bilbilitana Mina", comune di Alpartir, provincia di Saragozza (in Aragona); il deposito U-Au della Mina "Carlés" vicino a Carlés, Salas (in Asturie); "Mina Generala" a Cerro de las Cogullas, Losacio, provincia di Zamora (Castiglia e León); "Mina Les Ferreres", Rocabruna vicino a Camprodon, Comarca Ripollès (provincia di Gerona, Catalogna), tutte in Spagna
- Långban, Filipstad, Värmland (Svezia)
- sui Monti Chiricahua, Contea di Cochise (Arizona); "miniera di Sherman", gola superiore dell'Iowa nel distretto di Leadville, Contea di Lake, Colorado; la "Lowman Mine" nel distretto di Hawthorne (nella Contea di Mineral, in Nevada); la miniera di Gold Hill è Gold Hill nel distretto di Gold Hill (contea di Tooele, Utah), tutte negli Stati Uniti.